# Kościół św. Teresy z Ávili i klasztor pijarów w Szczuczynie
Kościół św. Teresy z Ávili w Szczuczynie – rzymskokatolicki kościół wzniesiony w stylu klasycystycznym w latach 1826 – 1829 w Szczuczynie na Białorusi. Kościół jest sanktuarium Matki Bożej Fatimskiej.

## Historia
Kościół został zbudowany przy klasztorze pijarów w latach 1826-29. W 1828 r. został poświęcony p.w. Imienia Jezus. Ufundował go książę Franciszek Ksawery Drucki-Lubecki. Po powstaniu listopadowym klasztor Pijarów został skasowany przez władze carskie, a kościół zaczął działać jako parafialny. W 1887 i 1892 roku świątynię odnowiono.
W 1927 r. pijarzy wznowili swoją działalność w Szczuczynie, która trwała do wybuchu II wojny światowej. W 1954 roku władze sowieckie zamknęły kościół. W 1988 roku świątynię zwrócono katolikom, a w 1989 odrestaurowano.
W kościele znajduje się figura Matki Bożej Fatimskiej. Z inicjatywy proboszcza o. Kazimierza Wójciaka i abp Tadeusza Kondrusiewicza figura została ukoronowana i poświęcona przez papieża Jana Pawła II podczas Światowych Dni Młodzieży na Jasnej Górze w 1991 r.
Wewnątrz kościoła umieszczono tablicę upamiętniającą żołnierzy AK z Obwodu Szczuczyn.
Przy kościele znajduje się budynek klasztoru pijarów, którzy w latach 1726–1832 i 1927–1939 prowadzili w nim kolegium. Absolwentami szkoły byli m.in. Daniel Kazimierz Narbutt, Onufry Pietraszkiewicz, Ignacy Domeyko, uczył w niej Stanisław Bonifacy Jundziłł – późniejszy profesor Uniwersytetu Wileńskiego.

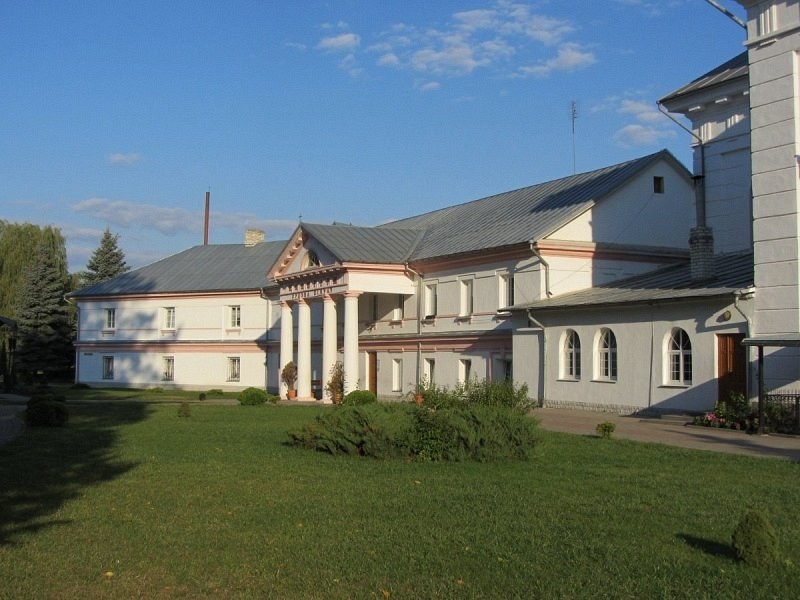
Budynek Kolegium Pijarów